# Ulakhan-Kiuiol
Ulakhan-Kiuiol (en rus: Улахан-Кюёль) és un poble de la república de Sakhà, a Rússia, que en el cens del 2010 tenia 1.017 habitants, pertany al districte de Batagai.